# Sant Salvador d'Irgo de Tor
Sant Salvador d'Irgo és un edifici religiós del municipi del Pont de Suert. Està situat al peu de la carretera d'Igüerri a Irgo, dins del terme municipal de Pont de Suert, a 1.402 m d'altitud damunt la riba esquerra de la Noguera de Tor, l'ermita de Sant Salvador d'Irgo s'integra plenament en el marc paisatgístic, marca una fita com a lloc sagrat i manté, amb la seva gran senzillesa arquitectònica, el sabor rural i la tradició cultural popular de segles. Fou declarat bé cultural d'interès nacional.

## Descripció
L'edifici és de planta rectangular, d'una sola nau i coberta a dues vessants de lloses de pedra i teula àrab. Els murs són de maçoneria i carreus de pedra arrebossats. A la façana principal, que correspon als peus de la nau, s'obren a la porta d'accés, d'arc rebaixat, una finestra rectangular al pany de mur de la dreta i un rosetó central sota el vèrtex de la teulada. Damunt d'aquest s'alça un campanar d'espadanya d'un sol ull. Les altres tres façanes són totalment llises, llevat la del costat de l'evangeli, on s'obre una finestra que il·lumina la nau. Els murs interiors són emblanquinats.
A la capçalera s'ubica un magnífic retaule barroc datat l'any 1708, policromat, amb columnes salomòniques, volutes i altres elements propis de l'estil, presidit per una gran imatge policromada de Sant Salvador. La coberta és de volta de canó, amb un arc que marca l'espai poc abans del presbiteri i un altre que separa el sector corresponent al cor. Ambdós arcs recolzen en sengles pilars adossats, amb la seva part superior mensuliforme. Als peus de la nau hi ha un cor elevat sostingut per bigues transversals. S'hi accedeix per una escala d'obra i rep la il·luminació a través del rosetó de la façana principal. El paviment és de lloses de pedra.
El presbiteri està a un nivell més alt que el sòl de la nau. Els elements constructius que integren l'edifici actual i la datació del retaule com a única referència exacta permeten situar l'obra entre finals del segle xvii i les primeries del xviii. El context històric general del lloc podria donar peu a la hipòtesi d'un probable origen romànic, però la manca de documentació impedeix d'establir una cronologia fidel en aquest sentit.
Els béns mobles integrants de la declaració de BCIN són els següents:
1. Retaule barroc de fusta policromada, realitzat el 1708;[1]
2. Imatge de pedra policromada de Sant Salvador;[1]
3. Imatge de fusta policromada de Sant Domènec;[1]
4. Imatge de fusta policromada de Sant Joan Evangelista;[1]
5. Tres canelobres de fusta tornejada i policromada;[1]
6. Canelobre de llautó repussat i gravat.[1]

## Història
Els petits santuaris alçats en les estadis superiors de la Vall de Boí i de la ribera de la Noguera de Tor, força nombrosos, no es troben referenciats en les escriptures antigues. En aquest sentit res pot ser aportat sobre la seva implantació, promotors o vinculació amb l'estructura eclesial. Les capelles es troben a la solana com a l'obaga, aïllades, sense associació urbana amb cap assentament actual o desaparegut. La cota on s'estableixen voreja els 1400-1500 m. i generalment se situen sobre els nuclis de població del fons de la vall, amb els quals mantenen una certa relació cultural. Per la seva ubicació, el caràcter de la implantació, no vinculada ni generadora de cap assentament proper, i sense titularitat parroquial, cal entendre aquests petits temples en tant que fites en el territori.
El seu emplaçament, lluny de ser aleatori, remarca la zona intersticial entre les terres de conreu i les altes pastures, és a dir els límits de l'espai social treballat per les poblacions de la zona. Sant Salvador d'Irgo, com les altres capelles d'aquesta mena, és el santuari que marca els termes del paisatge agrícola i ramader. Estatge d'un intermediari sagrat, el sant titular desplega al seu entorn el que s'anomena territori de gràcia, damunt del qual s'exerceix la seva protecció sobrenatural. De manera que l'esglesiola esdevé un lloc rellevant en la definició de l'espai simbòlic i social. A mitjan s. XVII es troba una menció a l'existència d'un temple dedicat a Sant Salvador a Irgo. Correspon a l'enumeració feta per Narcís Camós en el "Jardin de María plantado en el Principado de Cataluña" (1657) dels llocs de l'abadiat de Lavaix que participaven en l'aplec que se celebrava anualment el segon dimarts de maig al santuari de Caldes de Boí.
Pel fet que s'esmenta junt amb altres esglésies amb caràcter de parròquies integrades dins dels dominis del dit monestir, i que en aquesta obra, dedicada als santuaris marians de Catalunya, no hi ha cap menció a la Mare de Déu de les Neus, potser cal suposar que en aquell temps la parròquia d'Irgo tenia ser titular a Sant Salvador, és a dir la Transfiguració. Per seguir amb aquesta hipòtesi, tal volta anys després es va produir un desplaçament d'aquesta primera advocació a la capella aïllada bastida probablement entre finals de s. XVII i inicis del s. XVIII, suposen que la cronologia de l'obra coincideix amb la del seu retaule hauria adquirit una nova titularitat dedicada a la Mare de Déu de les Neus.